# Cesare Camporesi
Cesare Camporesi (Meldola, 1869 – Forlì, 23 maggio 1944) è stato un pittore e decoratore italiano.

## Biografia
Dal 1884 al 1886 frequentò la scuola tecnica di disegno di Meldola; l'anno successivo ebbe accesso all'accademia delle belle arti di Bologna grazie ad una borsa di studio concessagli dalla sua città natale.
Grazie agli insegnamenti del pittore Luigi Samoggia poté specializzarsi inizialmente nell'attività di decoratore di ville e palazzi trasferendosi poì a Forlì nel 1913. Qui continuò la sua attività di pittore dedicandosi anche alla decorazione di scene, sfondi e sipari che adornava con rose, soggetto così presente nei suoi lavori da esser definito "il pittore delle rose". Fu amico di artisti come Luigi Michelacci, Emidio Vangelli, Francesco Olivucci e Mario Ortolani.
Morì nella sua casa di Forlì il 23 maggio 1944.

## Opere
Compì a Forlì interventi di restauro e decorazione nel Palazzo della Provincia, nella prefettura e nel Palazzo Comunale.
Si occupò nella stessa città del restauro della chiesa di San Pellegrino e della cupola del Suffragio. Decorò la chiesa di San Bernardo a Faenza, la chiesa di San Nicolò a Castrocaro, la chiesa dei SS. Cosma e Damiano, la chiesa di San Francesco e la cappella del Seminario di Meldola.
Fece interventi alla cappella del Rosario in San Mercuriale a Forlì e a quella del Battistero nel Duomo di Bertinoro, nonché negli interni del Palazzo Orsi Mangelli.
Decorò poi la cappella del Seminario, la sede vescovile e la Chiesa di Santa Maria Assunta della Pianta sempre a Forlì.
- Fiori (1932), tempera su faesite gessata, cm 65,5 x 118,5.